# Amy Klobuchar
Amy Klobuchar /ˈkloʊbəʃɑːr/ (Plymouth, 1960. május 25. –) amerikai demokrata párti szenátor Minnesota államból.

## Életpályája
Plymouthban született, Jim Klobuchar író-újságíró és Rose Katherine Heuberger tanár lányaként.
A Yale Egyetemen tanult politológiát .
1985 óta dolgozik különféle ügyvédi irodákban, valamint Walter Mondale amerikai volt alelnök tanácsadójaként.
1998-ban Hennepin megye államügyészévé választották. Ezt a hivatalt 2006-ig töltötte be.
A 2006. november 7-i szenátus választásokon Klobuchar szavazatok 58 százalékával győzött a republikánus Mark Kennedy ellen.
A 2012-es és a 2018-as választásokon egyértelmű többséggel újraválasztották.
Klobuchar 2019. február 10-én jelentette be a 2020-as elnökválasztásra való jelölését.